# چهل و هفتمین دوره جوایز بفتا
چهل و هفتمین دوره جوایز بفتا در سال ۱۹۹۴ در لندن بریتانیا برگزار شد. در این دوره اکثر جوایز به فیلم فهرست شیندلر رسید که وقایع مربوط به هولوکاست را به تصویر کشیده بود. فهرست شیندلر در ۱۳ بخش نامزد  دریافت جایزه شد که در ۷ مورد،  آن را بدست آورد.  جین کمپیون که برای فیلم پیانو به نخل طلای جشنواره کن رسیده بود، در چهل و هفتمین دوره جوایز بفتا مغلوب استیون اسپیلبرگ شد و نتوانست برنده جایزه بهترین کارگردانی شود.

## نامزدی‌ها و جوایز
| بهترین فیلم | بهترین کارگردانی |
| --- | --- |

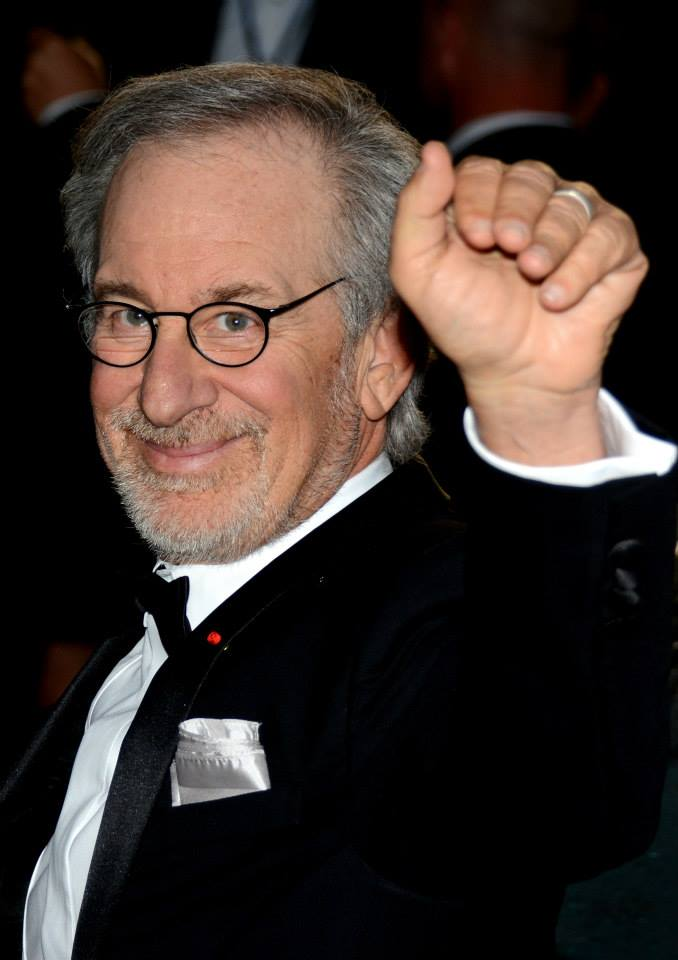
استیون اسپیلبرگ، برنده بهترین کارگردانی

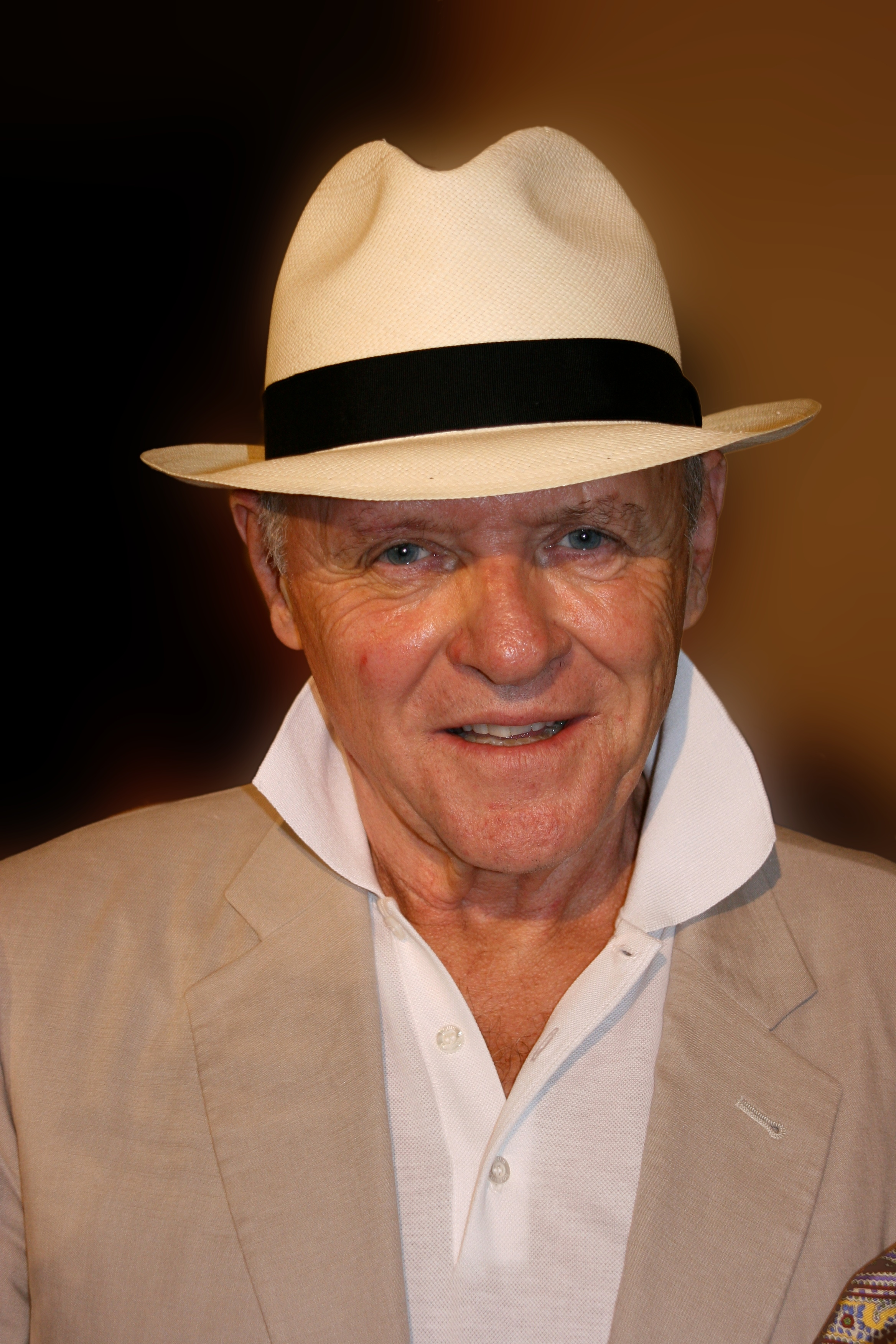
آنتونی هاپکینز، برنده بهترین بازیگر نقش اول مرد

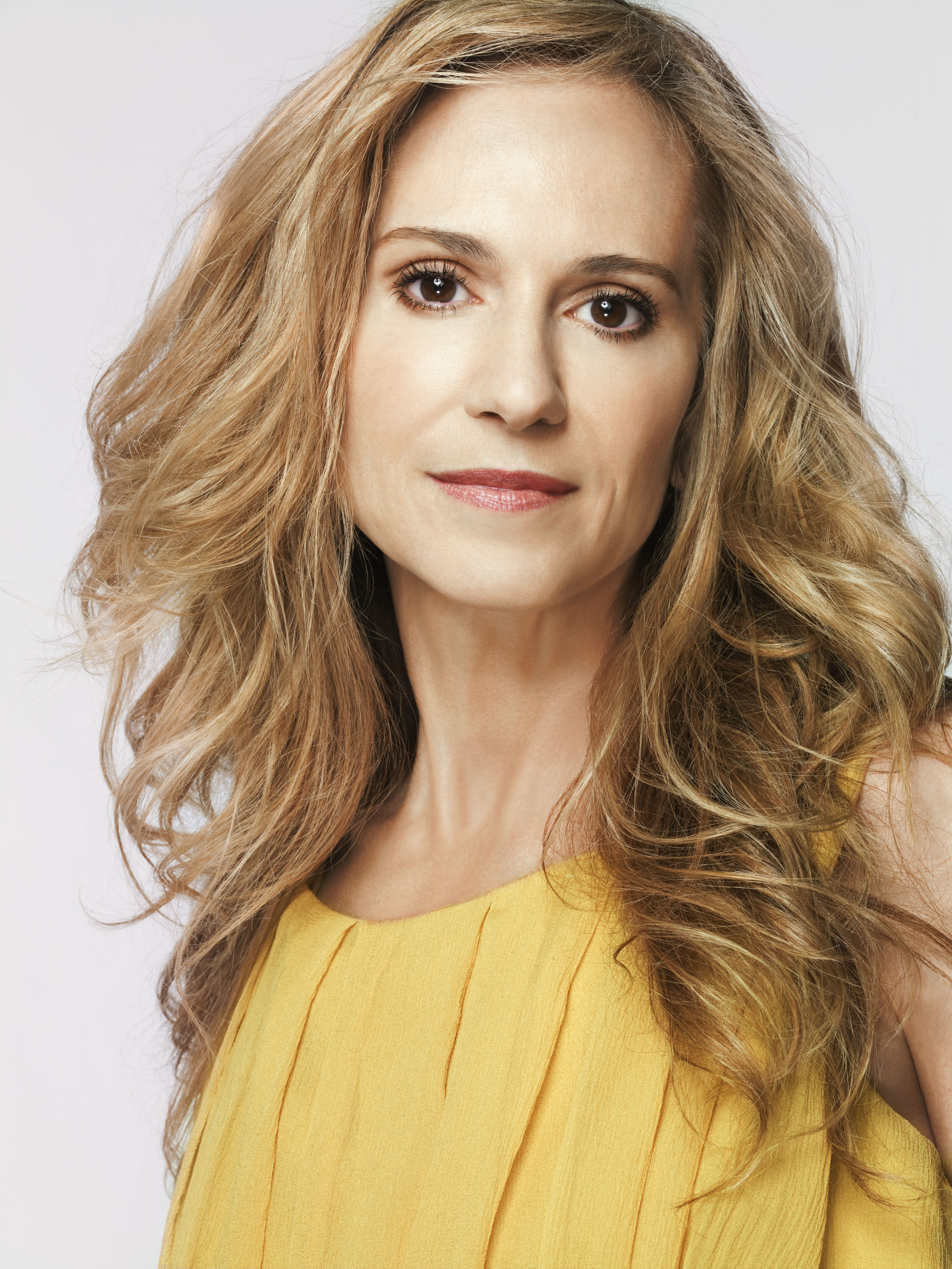
هالی هانتر، برنده بهترین بازیگر نقش اول زن

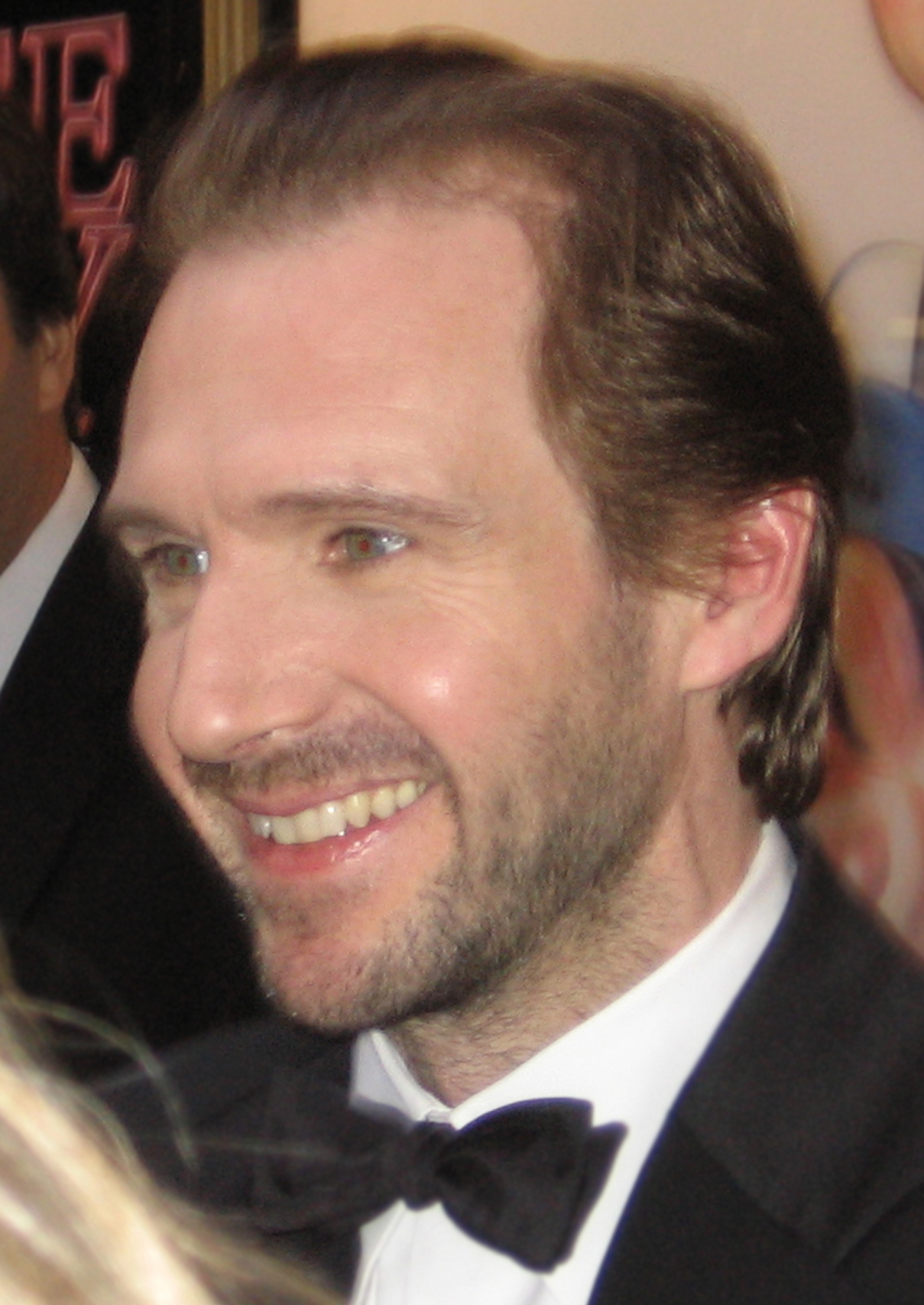
رالف فاینس، برنده بهترین بازیگر نقش مکمل مرد

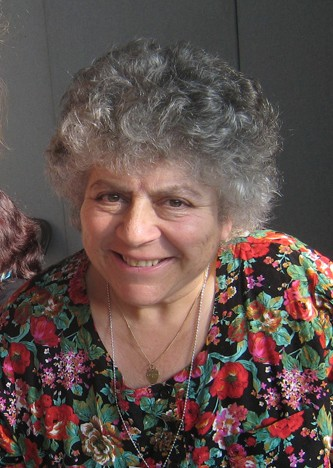
میریام مارگولیس، برنده بهترین بازیگر نقش مکمل زن

| فهرست شیندلر - پیانو - بازمانده روز - سرزمین سایه‌ها | استیون اسپیلبرگ برای فیلم فهرست شیندلر - جین کمپیون برای فیلم پیانو - جیمز ایوری برای فیلم بازمانده روز - ریچارد اتنبرا برای فیلم سرزمین سایه‌ها |
| بهترین بازیگر نقش اول مرد | بهترین بازیگر نقش اول زن |
| آنتونی هاپکینز برای فیلم بازمانده روز - دانیل دی-لوئیس برای فیلم به نام پدر - آنتونی هاپکینز برای فیلم سرزمین سایه‌ها - لیام نیسون برای فیلم فهرست شیندلر | هالی هانتر برای فیلم پیانو - اما تامسون برای فیلم بازمانده روز - دبرا وینگر برای فیلم سرزمین سایه‌ها - میراندا ریچاردسون برای فیلم تام و ویو     |
| بهترین بازیگر نقش مکمل مرد | بهترین بازیگر نقش مکمل زن |
| رالف فاینس برای فیلم فهرست شیندلر - تامی لی جونز برای فیلم فراری - جان مالکوویچ برای فیلم در خط آتش - بن کینگزلی برای فیلم فهرست شیندلر                  | میریام مارگولیس برای فیلم عصر معصومیت - وینونا رایدر برای فیلم عصر معصومیت - هالی هانتر برای فیلم شرکت - مگی اسمیت برای فیلم باغ اسرارآمیز      |
| فیلم‌نامه اوریجینال | فیلم‌نامه اقتباسی |
| روز دوم ماه فوریه - پیانو - در خط آتش - بی‌خواب در سیاتل                                                                                                  | فهرست شیندلر - بوی خوش زن - بازمانده روز - به نام پدر - سرزمین سایه‌ها                                                                           |
| بهترین فیلمبرداری | طراحی لباس |
| فهرست شیندلر - عصر معصومیت - پیانو - بازمانده روز | پیانو - فهرست شیندلر - دراکولای برام استوکر - هیاهوی بسیار برای هیچ - اورلاندو                                                                  |
| بهترین ویرایش فیلم | بهترین گریم و آرایش مو |
| فهرست شیندلر - در خط آتش - فراری - پیانو | اورلاندو - ارزش‌های خانواده آدام - دراکولای برام استوکر - فهرست شیندلر                                                                           |
| بهترین طراحی تولید | بهترین صدا |
| پیانو - عصر معصومیت - دراکولای برام استوکر - فهرست شیندلر                                                                                                | فراری - فهرست شیندلر - پارک ژوراسیک - پیانو |
| بهترین جلوه‌های ویژه تصویری | بهترین موسیقی متن |
| پارک ژوراسیک - فراری - دراکولای برام استوکر - علاءالدین                                                                                                  | فهرست شیندلر - علاءالدین - بی‌خواب در سیاتل - پیانو                                                                                              |